# Берёзовское сельское поселение (Новохопёрский район)
Берёзовское сельское поселение — упразднённое муниципальное образование в Новохопёрском районе Воронежской области.
Административный центр — посёлок Березовка.

## История
Законом Воронежской области от 25 ноября 2011 года № 161-ОЗ, преобразованы, путём объединения:
- Коленовское сельское поселение, Березовское сельское поселение, Долиновское сельское поселение и Подосиновское сельское поселение — в Коленовское сельское поселение с административным центром в селе Елань-Колено.

## Административное деление
В состав поселения входят:
- посёлок Березовка
- посёлок Еланский
- посёлок Заря
- посёлок Некрыловский
- посёлок Щепетное